# 柔毛鼠耳芥
柔毛鼠耳芥（学名：Arabidopsis mollissima）为十字花科鼠耳芥属的植物。分布在远东、西伯利亚、锡金、克什米尔地区、伊朗、喜马拉雅山、中亚以及中国大陆的甘肃、东北、陕西、四川、西藏、云南等地，生长于海拔2,900米至4,600米的地区，常生于林下、山谷或农田，目前尚未由人工引种栽培。

## 异名
- Arabidopsis mollissima (C. A. Mey.) N. Busch var. yunnanensis O. E. Schulz